# Résultats détaillés des championnats du monde d'athlétisme 1993
Résultats détaillés des Championnats du monde d'athlétisme 1993 de Stuttgart.
| Courses : 100 m - 200 m - 400 m - 800 m - 1 500 m - 3 000 m - 5 000 m - 10 000 m - Marathon Obstacles : 100 m haies - 110 m haies - 400 m haies - 3 000 m steeple Marche : 10 km - 20 km - 50 km Sauts : Hauteur - Longueur - Triple saut - Perche Lancers : Javelot - Disque - Poids - Marteau Relais : 4 × 100 m - 4 × 400 m Épreuves combinées : Décathlon - Heptathlon Tableau des médailles - Légende - Liens externes |

## 100 m
| Rang | Pays        | Athlète          | Temps       |
| ---- | ----------- | ---------------- | ----------- |
| 1    | Royaume-Uni | Linford Christie | 9 s 87 (RE) |
| 2    | États-Unis  | Andre Cason      | 9 s 92      |
| 3    | États-Unis  | Dennis Mitchell  | 9 s 99      |
| 4    | États-Unis  | Carl Lewis       | 10 s 02     |
| 5    | Canada      | Bruny Surin      | 10 s 02     |
| 6    | Namibie     | Frank Fredericks | 10 s 03     |
| 7    | Nigeria     | Daniel Effiong   | 10 s 04     |
| 8    | Jamaïque    | Raymond Stewart  | 10 s 18     |

| Rang | Pays       | Athlète          | Temps        |
| ---- | ---------- | ---------------- | ------------ |
| 1    | États-Unis | Gail Devers      | 10 s 82 (RC) |
| 2    | Jamaïque   | Merlene Ottey    | 10 s 82 (RC) |
| 3    | États-Unis | Gwen Torrence    | 10 s 89      |
| 4    | Russie     | Irina Privalova  | 10 s 96      |
| 5    | Nigeria    | Mary Onyali      | 11 s 05      |
| 6    | Russie     | Natalya Voronova | 11 s 20      |
| 7    | Jamaïque   | Nicole Mitchell  | 11 s 20      |
| 8    | Cuba       | Liliana Allen    | 11 s 23      |

## 200 m
| Rang | Pays        | Athlète               | Temps         |
| ---- | ----------- | --------------------- | ------------- |
| 1    | Namibie     | Frank Fredericks      | 19 s 85 (RAf) |
| 2    | Royaume-Uni | John Regis            | 19 s 94       |
| 3    | États-Unis  | Carl Lewis            | 19 s 99       |
| 4    | États-Unis  | Mike Marsh            | 20 s 18       |
| 5    | Australie   | Dean Capobianco       | 20 s 18       |
| 6    | France      | Jean-Charles Trouabal | 20 s 20       |
| 7    | Ghana       | Emmanuel Tuffour      | 20 s 49       |
| 8    | Australie   | Damien Marsh          | 20 s 56       |

| Rang | Pays       | Athlète              | Temps   |
| ---- | ---------- | -------------------- | ------- |
| 1    | Jamaïque   | Merlene Ottey        | 21 s 98 |
| 2    | États-Unis | Gwen Torrence        | 22 s 00 |
| 3    | Russie     | Irina Privalova      | 22 s 13 |
| 4    | France     | Marie-José Pérec     | 22 s 20 |
| 5    | Nigeria    | Mary Onyali          | 22 s 32 |
| 6    | Russie     | Natalya Voronova     | 22 s 50 |
| 7    | Russie     | Galina Malchugina    | 22 s 50 |
| 8    | États-Unis | Dannette Young-Stone | 23 s 04 |

## 400 m
| Rang | Pays       | Athlète          | Temps   |
| ---- | ---------- | ---------------- | ------- |
| 1    | États-Unis | Michael Johnson  | 43 s 65 |
| 2    | États-Unis | Harry Reynolds   | 44 s 13 |
| 3    | Kenya      | Samson Kitur     | 44 s 54 |
| 4    | États-Unis | Quincy Watts     | 45 s 05 |
| 5    | Nigeria    | Sunday Bada      | 45 s 11 |
| 6    | Jamaïque   | Gregory Haughton | 45 s 63 |
| 7    | Kenya      | Simon Kemboi     | 45 s 65 |
| 8    | Kenya      | Kennedy Ochieng  | 45 s 68 |

| Rang | Pays       | Athlète              | Temps   |
| ---- | ---------- | -------------------- | ------- |
| 1    | États-Unis | Jearl Miles-Clark    | 49 s 82 |
| 2    | États-Unis | Natasha Kaiser-Brown | 50 s 17 |
| 3    | Jamaïque   | Sandie Richards      | 50 s 44 |
| 4    | Russie     | Tatyana Alekseyeva   | 50 s 52 |
| 5    | Colombie   | Ximena Restrepo      | 50 s 91 |
| 6    | Espagne    | Sandra Myers         | 51 s 22 |
| 7    | Jamaïque   | Juliet Campbell      | 51 s 40 |
| 8    | Colombie   | Norfalia Carabalí    | DQ      |

## 800 m
| Rang | Pays           | Athlète          | Temps         |
| ---- | -------------- | ---------------- | ------------- |
| 1    | Kenya          | Paul Ruto        | 1 min 44 s 71 |
| 2    | Italie         | Giuseppe D'Urso  | 1 min 44 s 86 |
| 3    | Kenya          | Billy Konchellah | 1 min 44 s 89 |
| 4    | Royaume-Uni    | Curtis Robb      | 1 min 45 s 54 |
| 5    | Afrique du Sud | Hezekiél Sepeng  | 1 min 45 s 64 |
| 6    | Canada         | Freddie Williams | 1 min 45 s 79 |
| 7    | Kenya          | William Tanui    | 1 min 45 s 80 |
| 8    | Royaume-Uni    | Tom McKean       | 1 min 46 s 17 |

| Rang | Pays        | Athlète                | Temps               |
| ---- | ----------- | ---------------------- | ------------------- |
| 1    | Mozambique  | Maria Mutola           | 1 min 55 s 43 (RAf) |
| 2    | Russie      | Lyubov Gurina          | 1 min 57 s 10       |
| 3    | Roumanie    | Ella Kovacs            | 1 min 57 s 92       |
| 4    | Royaume-Uni | Diane Modahl           | 1 min 59 s 42       |
| 5    | États-Unis  | Meredith Rainey-Valmon | 1 min 59 s 57       |
| 6    | Chine       | Li Liu                 | 2 min 04 s 45       |
| 7    | Mozambique  | Tina Paulino           | 3 min 19 s 89       |
| 8    | Russie      | Liliya Nurutdinova     | DQ                  |

## 1 500 m
| Rang | Pays        | Athlète            | Temps         |
| ---- | ----------- | ------------------ | ------------- |
| 1    | Algérie     | Noureddine Morceli | 3 min 34 s 24 |
| 2    | Espagne     | Fermín Cacho       | 3 min 35 s 56 |
| 3    | Somalie     | Abdi Bile          | 3 min 35 s 96 |
| 4    | Qatar       | Mohamed Suleiman   | 3 min 36 s 87 |
| 5    | États-Unis  | Jim Spivey         | 3 min 37 s 42 |
| 6    | Royaume-Uni | Matthew Yates      | 3 min 37 s 61 |
| 7    | Maroc       | Basir El Rachid    | 3 min 37 s 68 |
| 8    | Maroc       | Mohamed Taki       | 3 min 37 s 76 |

| Rang | Pays     | Athlète           | Temps         |
| ---- | -------- | ----------------- | ------------- |
| 1    | Chine    | Liu Dong          | 4 min 00 s 50 |
| 2    | Irlande  | Sonia O'Sullivan  | 4 min 03 s 48 |
| 3    | Algérie  | Hassiba Boulmerka | 4 min 04 s 29 |
| 4    | Chine    | Lü Yi             | 4 min 06 s 06 |
| 5    | Canada   | Angela Chalmers   | 4 min 07 s 95 |
| 6    | Autriche | Theresia Kiesl    | 4 min 08 s 04 |
| 7    | Pologne  | Anna Brzezinska   | 4 min 08 s 11 |
| 8    | Italie   | Fabia Trabaldo    | 4 min 08 s 23 |

## 5 000 m/3 000 m
| Rang | Pays         | Athlète            | Temps                |
| ---- | ------------ | ------------------ | -------------------- |
| 1    | Kenya        | Ismael Kirui       | 13 min 02 s 75 (RMJ) |
| 2    | Éthiopie     | Haile Gebrselassie | 13 min 03 s 17       |
| 3    | Éthiopie     | Fita Bayissa       | 13 min 05 s 40       |
| 4    | Éthiopie     | Worku Bikila       | 13 min 06 s 64       |
| 5    | Maroc        | Khalid Skah        | 13 min 07 s 18       |
| 6    | Maroc        | Brahim Jabbour     | 13 min 18 s 87       |
| 7    | Burkina Faso | Aloÿs Nizigama     | 13 min 20 s 59       |
| 8    | Kenya        | Paul Bitok         | 13 min 23 s 41       |

| Rang | Pays        | Athlète           | Temps              |
| ---- | ----------- | ----------------- | ------------------ |
| 1    | Chine       | Qu Yunxia         | 8 min 28 s 71 (RC) |
| 2    | Chine       | Zhang Linli       | 8 min 29 s 25      |
| 3    | Chine       | Zhang Lirong      | 8 min 31 s 95      |
| 4    | Irlande     | Sonia O'Sullivan  | 8 min 33 s 38      |
| 5    | Royaume-Uni | Alison Wyeth      | 8 min 38 s 42      |
| 6    | Russie      | Yelena Romanova   | 8 min 39 s 69      |
| 7    | Royaume-Uni | Paula Radcliffe   | 8 min 40 s 40      |
| 8    | Russie      | Lyudmila Borisova | 8 min 40 s 78      |

## 10 000 m
| Rang | Pays       | Athlète            | Temps          |
| ---- | ---------- | ------------------ | -------------- |
| 1    | Éthiopie   | Haile Gebrselassie | 27 min 46 s 02 |
| 2    | Kenya      | Moses Tanui        | 27 min 46 s 54 |
| 3    | Kenya      | Richard Chelimo    | 28 min 06 s 02 |
| 4    | Allemagne  | Stéphane Franke    | 28 min 10 s 69 |
| 5    | Burundi    | Aloÿs Nizigama     | 28 min 13 s 43 |
| 6    | Italie     | Francesco Panetta  | 28 min 27 s 05 |
| 7    | États-Unis | Todd Williams      | 28 min 30 s 49 |
| 8    | Argentine  | Antonio Silio      | 28 min 36 s 88 |

| Rang | Pays       | Athlète                | Temps                |
| ---- | ---------- | ---------------------- | -------------------- |
| 1    | Chine      | Wang Junxia            | 30 min 49 s 30 (RC)  |
| 2    | Chine      | Zhong Huandi           | 31 min 12 s 55       |
| 3    | Kenya      | Sally Barsosio         | 31 min 15 s 38 (RMJ) |
| 4    | Kenya      | Tegla Loroupe          | 31 min 29 s 91       |
| 5    | États-Unis | Lynn Jennings          | 31 min 30 s 53       |
| 6    | Portugal   | Conceição Ferreira     | 31 min 30 s 60       |
| 7    | Portugal   | Albertina Dias         | 31 min 33 s 03       |
| 8    | États-Unis | Anne Marie Letko-Lauck | 31 min 37 s 26       |

## Marathon
| Rang | Pays         | Athlète             | Temps           |
| ---- | ------------ | ------------------- | --------------- |
| 1    | États-Unis   | Mark Plaatjes       | 2 h 13 min 57 s |
| 2    | Namibie      | Lucketz Swartbooi   | 2 h 14 min 11 s |
| 3    | Pays-Bas     | Bert van Vlaanderen | 2 h 15 min 12 s |
| 4    | Corée du Sud | Jae-Ryong Kim       | 2 h 17 min 14 s |
| 5    | Japon        | Tadao Uchikoshi     | 2 h 17 min 54 s |
| 6    | Allemagne    | Konrad Dobler       | 2 h 18 min 28 s |
| 7    | Kenya        | Boniface Merande    | 2 h 18 min 52 s |
| 8    | Russie       | Aleksey Zhelonkin   | 2 h 18 min 52 s |

| Rang | Pays           | Athlète                   | Performance     |
| ---- | -------------- | ------------------------- | --------------- |
| 1    | Japon          | Junko Asari               | 2 h 30 min 03 s |
| 2    | Portugal       | Manuela Machado           | 2 h 30 min 54 s |
| 3    | Japon          | Tomoe Abe                 | 2 h 31 min 01 s |
| 4    | Russie         | Ramilya Burangulova       | 2 h 33 min 03 s |
| 5    | Biélorussie    | Madina Biktagirova        | 2 h 34 min 36 s |
| 6    | Allemagne      | Katrin Dörre-Heinig       | 2 h 35 min 20 s |
| 7    | Afrique du Sud | Frith van der Merwe       | 2 h 35 min 56 s |
| 8    | États-Unis     | Kimberly Rosenquist-Jones | 2 h 36 min 33 s |

## 20 km marche/10 km marche
| Rang | Pays        | Athlète                | Temps           |
| ---- | ----------- | ---------------------- | --------------- |
| 1    | Espagne     | Valentí Massana        | 1 h 22 min 31 s |
| 2    | Italie      | Giovanni De Benedictis | 1 h 23 min 06 s |
| 3    | Espagne     | Daniel Plaza           | 1 h 23 min 18 s |
| 4    | Espagne     | Jaime Barroso          | 1 h 23 min 41 s |
| 5    | Biélorussie | Yevgeniy Misyulya      | 1 h 23 min 45 s |
| 6    | Brésil      | Sérgio Vieira Galdino  | 1 h 23 min 52 s |
| 7    | Allemagne   | Robert Ihly            | 1 h 24 min 21 s |
| 8    | Slovaquie   | Igor Kollár            | 1 h 24 min 23 s |

| Rang | Pays      | Athlète              | Temps       |
| ---- | --------- | -------------------- | ----------- |
| 1    | Finlande  | Sari Essayah         | 42 min 59 s |
| 2    | Italie    | Ileana Salvador      | 43 min 08 s |
| 3    | Espagne   | Encarna Granados     | 43 min 21 s |
| 4    | Italie    | Elisabetta Perrone   | 43 min 26 s |
| 5    | Allemagne | Beate Anders-Gummelt | 43 min 28 s |
| 6    | Pologne   | Katarzyna Radtke     | 43 min 33 s |
| 7    | Russie    | Yelena Nikolayeva    | 43 min 47 s |
| 8    | Russie    | Yelena Sayko         | 43 min 56 s |

## 50 km marche
| Rang | Pays      | Athlète            | Temps           |
| ---- | --------- | ------------------ | --------------- |
| 1    | Espagne   | Jesús Angel García | 3 h 41 min 41 s |
| 2    | Finlande  | Valentin Kononen   | 3 h 42 min 02 s |
| 3    | Russie    | Valeriy Spitsyn    | 3 h 42 min 50 s |
| 4    | Allemagne | Axel Noack         | 3 h 43 min 50 s |
| 5    | Espagne   | Basilio Labrador   | 3 h 46 min 46 s |
| 6    | France    | René Piller        | 3 h 48 min 57 s |
| 7    | Canada    | Tim Berrett        | 3 h 50 min 23 s |
| 8    | Mexique   | Carlos Mercenario  | 3 h 50 min 53 s |

## 110 m haies/100 m haies
| Rang | Pays        | Athlète             | Temps        |
| ---- | ----------- | ------------------- | ------------ |
| 1    | Royaume-Uni | Colin Jackson       | 12 s 91 (RM) |
| 2    | Royaume-Uni | Tony Jarrett        | 13 s 00      |
| 3    | États-Unis  | Jack Pierce         | 13 s 06      |
| 4    | Cuba        | Emilio Valle        | 13 s 20      |
| 5    | Allemagne   | Florian Schwarthoff | 13 s 27      |
| 6    | Lettonie    | Igors Kazanovs      | 13 s 38      |
| 7    | Allemagne   | Dietmar Koszewski   | 13 s 60      |
| 8    | États-Unis  | Tony Dees           | 14 s 13      |

| Rang | Pays       | Athlète             | Temps         |
| ---- | ---------- | ------------------- | ------------- |
| 1    | États-Unis | Gail Devers         | 12 s 46 (RAm) |
| 2    | Russie     | Marina Azyabina     | 12 s 60       |
| 3    | États-Unis | Lynda Tolbert-Goode | 12 s 67       |
| 4    | Cuba       | Aliuska López       | 12 s 73 (RN)  |
| 5    | Russie     | Eva Sokolova        | 12 s 78       |
| 6    | États-Unis | Dawn Bowles         | 12 s 90       |
| 7    | Jamaïque   | Michelle Freeman    | 12 s 90       |
| 8    | France     | Cécile Cinélu       | 12 s 95       |

## 400 m haies
| Rang | Pays       | Athlète          | Temps   |
| ---- | ---------- | ---------------- | ------- |
| 1    | États-Unis | Kevin Young      | 47 s 18 |
| 2    | Zambie     | Samuel Matete    | 47 s 60 |
| 3    | Jamaïque   | Winthrop Graham  | 47 s 62 |
| 4    | France     | Stéphane Diagana | 47 s 64 |
| 5    | Kenya      | Erick Keter      | 48 s 40 |
| 6    | Ukraine    | Oleh Tverdokhlib | 48 s 71 |
| 7    | États-Unis | Derrick Adkins   | 49 s 07 |
| 8    | Kenya      | Barnabas Kinyor  | 49 s 23 |

| Rang | Pays        | Athlète                        | Temps         |
| ---- | ----------- | ------------------------------ | ------------- |
| 1    | Royaume-Uni | Sally Gunnell                  | 52 s 74 (RM)  |
| 2    | États-Unis  | Sandra Farmer-Patrick          | 52 s 79 (RAm) |
| 3    | Russie      | Margarita Khromova-Ponomaryova | 53 s 48       |
| 4    | États-Unis  | Kim Batten                     | 53 s 84       |
| 5    | États-Unis  | Tonja Buford                   | 54 s 55       |
| 6    | Jamaïque    | Deon Hemmings                  | 54 s 99       |
| 7    | Canada      | Rosey Edeh                     | 55 s 19       |
| 8    | Kazakhstan  | Natalya Torshina               | 55 s 78       |

## 3 000 m steeple
| Rang | Pays       | Athlète                 | Temps              |
| ---- | ---------- | ----------------------- | ------------------ |
| 1    | Kenya      | Moses Kiptanui          | 8 min 06 s 36 (RC) |
| 2    | Kenya      | Patrick Sang            | 8 min 07 s 53      |
| 3    | Italie     | Alessandro Lambruschini | 8 min 08 s 78      |
| 4    | Kenya      | Matthew Birir           | 8 min 09 s 42      |
| 5    | États-Unis | Mark Croghan            | 8 min 09 s 76      |
| 6    | Allemagne  | Steffen Brand           | 8 min 15 s 33      |
| 7    | Maroc      | Elarbi Khattabi         | 8 min 17 s 96      |
| 8    | Italie     | Angelo Carosi           | 8 min 23 s 42      |

## 4 × 100 m relais
| Rang | Pays          | Athlètes                                                                   | Temps        |
| ---- | ------------- | -------------------------------------------------------------------------- | ------------ |
| 1    | États-Unis    | Jon Drummond Andre Cason Dennis Mitchell Leroy Burrell                     | 37 s 48      |
| 2    | Royaume-Uni   | Colin Jackson Tony Jarrett John Regis Linford Christie                     | 37 s 77 (RE) |
| 3    | Canada        | Robert Esmie Glenroy Gilbert Bruny Surin Atlee Mahorn                      | 37 s 83 (RN) |
| 4    | Cuba          | Andrés Simón Iván García Joel Isasi Jorge Aguilera                         | 38 s 39      |
| 5    | Australie     | Paul Henderson Damien Marsh Dean Capobianco Tim Jackson                    | 38 s 69      |
| 6    | Allemagne     | Marc Blume Robert Kurnicki Michael Huke Steffen Görmer                     | 38 s 78      |
| 7    | Côte d'Ivoire | Ouattara Lagazane Jean-Olivier Zirignon Franck Waota Ibrahim Meité         | 38 s 82      |
| 8    | Suède         | Torbjörn Mårtensson Mattias Sunneborn Torbjörn Eriksson Thomas Leandersson | 39 s 22      |

| Rang | Pays        | Athlètes                                                                                    | Temps        |
| ---- | ----------- | ------------------------------------------------------------------------------------------- | ------------ |
| 1    | Russie      | Olga Bogoslovskaya Galina Malchugina Natalya Voronova Irina Privalova                       | 41 s 49 (RC) |
| 2    | États-Unis  | Michelle Finn Gwen Torrence Wendy Vereen Gail Devers                                        | 41 s 49 (RC) |
| 3    | Jamaïque    | Michelle Freeman Juliet Campbell Nikole Mitchell Merlene Ottey                              | 41 s 94      |
| 4    | France      | Patricia Girard Odiah Sidibé Valérie Jean-Charles Marie-José Pérec                          | 42 s 67      |
| 5    | Allemagne   | Andrea Philipp Bettina Zipp Silke Knoll Melanie Paschke                                     | 42 s 79      |
| 6    | Cuba        | Miriam Ferrer Aliuska López Julia Duporty Liliana Allen                                     | 42 s 89      |
| 7    | Finlande    | Anu Pirttimaa Sisko Markkanen-Hanhijoki Sanna Hernesniemi-Kyllönen Marja Tennivaara-Salmela | 43 s 37      |
| 8    | Royaume-Uni | Marcia Richardson Beverly Kinch Simmone Jacobs Paula Dunn-Thomas                            | 43 s 86      |

## 4 × 400 m relais
| Rang | Pays       | Athlètes                                                                      | Temps              |
| ---- | ---------- | ----------------------------------------------------------------------------- | ------------------ |
| 1    | États-Unis | Andrew Valmon Quincy Watts Harry Reynolds Michael Johnson                     | 2 min 54 s 29 (RM) |
| 2    | Kenya      | Kennedy Ochieng Simon Kemboi Abednego Matilu Samson Kitur                     | 2 min 59 s 82      |
| 3    | Allemagne  | Rico Lieder Karsten Just Olaf Hense Thomas Schönlebe                          | 2 min 59 s 99      |
| 4    | France     | Jean-Louis Rapnouil Pierre-Marie Hilaire Jacques Farraudière Stéphane Diagana | 3 min 00 s 09      |
| 5    | Russie     | Dmitriy Kliger Dmitriy Kosov Mikhail Vdovin Dmitriy Golovastov                | 3 min 00 s 44      |
| 6    | Cuba       | Iván García Hector Herrera Norberto Téllez Roberto Hernández                  | 3 min 00 s 46      |
| 7    | Jamaïque   | Patrick O'Connor Dennis Blake Danny McFarlane Gregory Haughton                | 3 min 01 s 44      |
| 8    | Bulgarie   | Stanislav Georgiev Tsvetoslav Stankulov Kiril Raykov Anton Ivanov             | 3 min 05 s 35      |

| Rang | Pays        | Athlètes                                                                        | Performance        |
| ---- | ----------- | ------------------------------------------------------------------------------- | ------------------ |
| 1    | États-Unis  | Gwen Torrence Maicel Malone-Wallace Natasha Kaiser-Brown Jearl Miles-Clark      | 3 min 16 s 71 (RC) |
| 2    | Russie      | Yelena Ruzina Tatyana Alekseyeva Margarita Khromova-Ponomaryova Irina Privalova | 3 min 18 s 38      |
| 3    | Royaume-Uni | Linda Keough Phylis Smith Tracy Goddard Sally Gunnell                           | 3 min 23 s 41      |
| 4    | Jamaïque    | Deon Hemmings Inez Turner Juliet Campbell Sandie Richards                       | 3 min 23 s 83      |
| 5    | Allemagne   | Heike Meißner Sandra Seuser Anja Rücker Linda Kisabaka                          | 3 min 25 s 49      |
| 6    | France      | Elsa Devassoigne Evelyne Élien Francine Landre Marie-Louise Bevis               | 3 min 27 s 08      |
| 7    | Tchéquie    | Nadezda Kostovalová Helena Dziurová-Fuchsová Hana Benešová Ludmila Formanová    | 3 min 27 s 94      |
| 8    | Suisse      | Helen Burkart Regula Zürcher-Scalabrin Marquita Brillante Kathrin Lüthi         | 3 min 28 s 52      |

## Saut en hauteur
| Rang | Pays        | Athlète          | Hauteur     |
| ---- | ----------- | ---------------- | ----------- |
| 1    | Cuba        | Javier Sotomayor | 2,40 m (RC) |
| 2    | Pologne     | Artur Partyka    | 2,37 m      |
| 3    | Royaume-Uni | Steve Smith      | 2,37 m      |
| 4    | Allemagne   | Ralf Sonn        | 2,34 m      |
| 5    | Bahamas     | Troy Kemp        | 2,34 m      |
| 6    | États-Unis  | Hollis Conway    | 2,34 m      |
| 7    | Espagne     | Arturo Ortíz     | 2,31 m      |
| 8    | États-Unis  | Tony Barton      | 2,31 m      |

| Rang | Pays       | Athlète                 | Hauteur |
| ---- | ---------- | ----------------------- | ------- |
| 1    | Cuba       | Ioamnet Quintero        | 1,99 m  |
| 2    | Cuba       | Silvia Costa            | 1,97 m  |
| 3    | Autriche   | Sigrid Kirchmann        | 1,97 m  |
| 4    | Roumanie   | Alina Astafei           | 1,94 m  |
| 4    | Russie     | Yelena Rodina-Gulyayeva | 1,94 m  |
| 6    | Italie     | Antonella Bevilacqua    | 1,94 m  |
| 7    | États-Unis | Tanya Hughes            | 1,91 m  |
| 8    | Lettonie   | Valentina Gotovska      | 1,91 m  |

## Saut en longueur
| Rang | Pays           | Athlète              | Distance |
| ---- | -------------- | -------------------- | -------- |
| 1    | États-Unis     | Mike Powell          | 8,59 m   |
| 2    | Russie         | Stanislav Tarasenko  | 8,16 m   |
| 3    | Ukraine        | Vitaliy Kirilenko    | 8,15 m   |
| 4    | États-Unis     | Erick Walder         | 8,05 m   |
| 5    | Bulgarie       | Ivaylo Mladenov      | 8,00 m   |
| 6    | Bulgarie       | Nikolay Antonov      | 7,97 m   |
| 7    | Biélorussie    | Aleksandr Glavatskiy | 7,95 m   |
| 8    | Afrique du Sud | François Fouché      | 7,93 m   |

| Rang | Pays      | Athlète                     | Distance |
| ---- | --------- | --------------------------- | -------- |
| 1    | Allemagne | Heike Daute-Drechsler       | 7,11 m   |
| 2    | Ukraine   | Larisa Berezhnaya           | 6,98 m   |
| 3    | Danemark  | Renata Nielsen              | 6,76 m   |
| 4    | Ukraine   | Yelena Kokonova-Khlopotnova | 6,75 m   |
| 5    | Russie    | Lyudmila Galkina            | 6,74 m   |
| 6    | Autriche  | Ljudmila Ninova-Rudoll      | 6,73 m   |
| 7    | Australie | Nicole Boegman              | 6,70 m   |
| 8    | Pologne   | Agata Karczmarek            | 6,57 m   |

## Saut à la perche
| Rang | Pays       | Athlète            | Hauteur      |
| ---- | ---------- | ------------------ | ------------ |
| 1    | Ukraine    | Sergueï Bubka      | 6,00 m (RC)  |
| 2    | Kazakhstan | Grigoriy Yegorov   | 5,90 m (RAs) |
| 3    | Russie     | Maksim Tarasov     | 5,80 m       |
| 3    | Russie     | Igor Trandenkov    | 5,80 m       |
| 5    | États-Unis | Scott Huffman      | 5,80 m       |
| 6    | Russie     | Denis Petushinskiy | 5,80 m       |
| 7    | Estonie    | Valeri Bukrejev    | 5,75 m       |
| 8    | France     | Jean Galfione      | 5,70 m       |

## Triple saut
| Rang | Pays        | Athlète          | Distance |
| ---- | ----------- | ---------------- | -------- |
| 1    | États-Unis  | Mike Conley      | 17,86 m  |
| 2    | Russie      | Leonid Voloshin  | 17,65 m  |
| 3    | Royaume-Uni | Jonathan Edwards | 17,44 m  |
| 4    | Allemagne   | Ralf Jaros       | 17,34 m  |
| 5    | France      | Pierre Camara    | 17,28 m  |
| 6    | Russie      | Denis Kapustin   | 17,19 m  |
| 7    | Brésil      | Anisio da Silva  | 17,19 m  |
| 8    | Bermudes    | Brian Wellman    | 17,12 m  |

| Rang | Pays      | Athlète             | Distance     |
| ---- | --------- | ------------------- | ------------ |
| 1    | Russie    | Anna Biryukova      | 15,09 m (RM) |
| 2    | Russie    | Iolanda Chen        | 14,70 m      |
| 3    | Bulgarie  | Iva Prandzheva      | 14,23 m      |
| 4    | Cuba      | Niurka Montalvo     | 14,22 m      |
| 5    | Allemagne | Helga Radtke        | 14,19 m      |
| 6    | Italie    | Antonella Capriotti | 14,18 m (RN) |
| 7    | Tchéquie  | Šárka Kašpárková    | 14,16 m      |
| 8    | Pologne   | Urszula Wlodarczyk  | 13,80 m      |

## Lancer du javelot
| Rang | Pays        | Athlète             | Distance     |
| ---- | ----------- | ------------------- | ------------ |
| 1    | Tchéquie    | Jan Železný         | 85,98 m (RC) |
| 2    | Finlande    | Kimmo Kinnunen      | 84,78 m      |
| 3    | Royaume-Uni | Mick Hill           | 82,96 m      |
| 4    | Royaume-Uni | Steve Backley       | 81,80 m      |
| 5    | Finlande    | Ari Pakarinen       | 81,08 m      |
| 6    | Suède       | Dag Wennlund        | 80,52 m      |
| 7    | Biélorussie | Vladimir Sasimovich | 78,70 m      |
| 8    | Suède       | Patrik Bodén        | 78,00 m      |

| Rang | Pays        | Athlète                       | Distance |
| ---- | ----------- | ----------------------------- | -------- |
| 1    | Norvège     | Trine Solberg-Hattestad       | 69,18 m  |
| 2    | Allemagne   | Karen Forkel                  | 65,80 m  |
| 3    | Biélorussie | Natalya Shikolenko            | 65,64 m  |
| 4    | Biélorussie | Tatyana Shikolenko            | 65,18 m  |
| 5    | Russie      | Yekaterina Krasnikova-Ivakina | 65,12 m  |
| 6    | Allemagne   | Silke Renk                    | 64,00 m  |
| 7    | Roumanie    | Claudia Isaila                | 61,54 m  |
| 8    | Roumanie    | Felicia Țilea-Moldovan        | 61,24 m  |

## Lancer du disque
| Rang | Pays        | Athlète             | Distance |
| ---- | ----------- | ------------------- | -------- |
| 1    | Allemagne   | Lars Riedel         | 67,72 m  |
| 2    | Russie      | Dmitri Chevtchenko  | 66,90 m  |
| 3    | Allemagne   | Jürgen Schult       | 66,12 m  |
| 4    | Roumanie    | Costel Grasu        | 65,24 m  |
| 5    | Ukraine     | Volodymyr Zinchenko | 62,02 m  |
| 6    | Irlande     | Nick Sweeney        | 61,66 m  |
| 7    | Biélorussie | Vasiliy Kaptyukh    | 61,64 m  |
| 8    | États-Unis  | Mike Buncic         | 61,06 m  |

| Rang | Pays      | Athlète                   | Distance |
| ---- | --------- | ------------------------- | -------- |
| 1    | Russie    | Olga Burova-Chernyavskaya | 67,40 m  |
| 2    | Australie | Daniela Costian           | 65,36 m  |
| 3    | Chine     | Min Chunfeng              | 65,26 m  |
| 4    | Cuba      | Maritza Martén            | 64,62 m  |
| 5    | Allemagne | Anja Gündler-Mollenbeck   | 62,92 m  |
| 6    | Cuba      | Bárbara Hechavarría       | 62,52 m  |
| 7    | Roumanie  | Nicoleta Grasu            | 62,10 m  |
| 8    | Allemagne | Franka Dietzsch           | 62,06 m  |

## Lancer du poids
| Rang | Pays        | Athlète            | Distance |
| ---- | ----------- | ------------------ | -------- |
| 1    | Suisse      | Werner Günthör     | 21,97 m  |
| 2    | États-Unis  | Randy Barnes       | 21,80 m  |
| 3    | Ukraine     | Oleksandr Bahach   | 20,40 m  |
| 4    | Russie      | Yevgeniy Palchikov | 20,05 m  |
| 5    | Yougoslavie | Dragan Peric       | 19,95 m  |
| 6    | Chili       | Gert Weil          | 19,95 m  |
| 7    | Allemagne   | Oliver-Sven Buder  | 19,74 m  |
| 8    | Allemagne   | Jonny Reinhardt    | 19,53 m  |

| Rang | Pays      | Athlète              | Distance |
| ---- | --------- | -------------------- | -------- |
| 1    | Chine     | Huang Zhihong        | 20,57 m  |
| 2    | Russie    | Svetlana Krivelyova  | 19,97 m  |
| 3    | Allemagne | Kathrin Neimke       | 19,71 m  |
| 4    | Chine     | Sui Xinmei           | 19,61 m  |
| 5    | Chine     | Cong Yuzhen          | 19,58 m  |
| 6    | Allemagne | Astrid Kumbernuss    | 19,42 m  |
| 7    | Ukraine   | Valentina Fedyushina | 19,27 m  |
| 8    | Cuba      | Belsy Laza           | 19,27 m  |

## Lancer du marteau
| Rang | Pays        | Athlète             | Distance      |
| ---- | ----------- | ------------------- | ------------- |
| 1    | Tadjikistan | Andreï Abduvaliev   | 81,64 m (RAs) |
| 2    | Biélorussie | Igor Astapkovich    | 79,88 m       |
| 3    | Hongrie     | Tibor Gécsek        | 79,54 m       |
| 4    | Biélorussie | Sergey Alay         | 79,02 m       |
| 5    | Russie      | Vasiliy Sidorenko   | 78,86 m       |
| 6    | Russie      | Aleksandr Seleznyov | 78,58 m       |
| 7    | Russie      | Sergey Litvinov     | 78,56 m       |
| 8    | France      | Christophe Épalle   | 76,22 m       |

## Décathlon/Heptathlon
| Rang | Pays        | Athlète           | Points         |
| ---- | ----------- | ----------------- | -------------- |
| 1    | États-Unis  | Dan O'Brien       | 8 817 pts (RC) |
| 2    | Biélorussie | Eduard Hämäläinen | 8 724 pts      |
| 3    | Allemagne   | Paul Meier        | 8 548 pts      |
| 4    | Allemagne   | Christian Schenk  | 8 500 pts      |
| 5    | France      | Alain Blondel     | 8 444 pts      |
| 6    | France      | Christian Plaziat | 8 398 pts      |
| 7    | États-Unis  | Steve Fritz       | 8 324 pts      |
| 8    | États-Unis  | Rob Muzzio        | 8 237 pts      |

| Rang | Pays        | Athlète              | Points    |
| ---- | ----------- | -------------------- | --------- |
| 1    | États-Unis  | Jackie Joyner-Kersee | 6 837 pts |
| 2    | Allemagne   | Sabine Braun         | 6 797 pts |
| 3    | Biélorussie | Svetlana Buraga      | 6 635 pts |
| 4    | Bulgarie    | Svetla Dimitrova     | 6 508 pts |
| 5    | Pologne     | Urszula Wlodarczyk   | 6 394 pts |
| 6    | États-Unis  | Kym Carter           | 6 357 pts |
| 7    | Australie   | Jane Flemming        | 6 343 pts |
| 8    | Allemagne   | Birgit Clarius       | 6 341 pts |

## Légende
- RM : Record du monde
- RMJ : Record du monde junior
- RC : Record des championnats
- RN : Record national
- RE : Record d'Europe
- RAm : Record des Amériques
- RAf : Record d'Afrique
- RAs : Record d'Asie
- ROc : Record d'Océanie
- DSQ : Disqualifié